# Лодж (Південна Кароліна)
Лодж (англ. Lodge) — місто (англ. town) в США, в окрузі Коллтон штату Південна Кароліна. Населення — 82 особи (2020).

## Географія
Лодж розташований за координатами 33°4′4″ пн. ш. 80°57′13″ зх. д. / 33.06778° пн. ш. 80.95361° зх. д. (33.067810, -80.953698).  За даними Бюро перепису населення США в 2010 році місто мало площу 8,14 км², уся площа — суходіл.

## Демографія
Згідно з переписом 2010 року, у місті мешкало 120 осіб у 53 домогосподарствах у складі 32 родин. Густота населення становила 15 осіб/км².  Було 75 помешкань (9/км²).
Расовий склад населення:
| - 80,8 % — білих - 3,3 % — чорних або афроамериканців - 15,8 % — осіб інших рас |

До двох чи більше рас належало 0,0 %. Частка іспаномовних становила 15,8 % від усіх жителів.
За віковим діапазоном населення розподілялося таким чином: 18,3 % — особи молодші 18 років, 67,5 % — особи у віці 18—64 років, 14,2 % — особи у віці 65 років та старші. Медіана віку мешканця становила 48,5 року. На 100 осіб жіночої статі у місті припадало 122,2 чоловіків;  на 100 жінок у віці від 18 років та старших — 113,0 чоловіків також старших 18 років.
Середній дохід на одне домашнє господарство  становив 45 916 доларів США (медіана — 33 859), а середній дохід на одну сім'ю — 50 178 доларів (медіана — 34 107). За межею бідності перебувало 13,5 % осіб, у тому числі 28,6 % дітей у віці до 18 років та 9,1 % осіб у віці 65 років та старших.
Цивільне працевлаштоване населення становило 43 особи. Основні галузі зайнятості: освіта, охорона здоров'я та соціальна допомога — 14,0 %, виробництво — 11,6 %, публічна адміністрація — 9,3 %.